# テストステロン-17β-デヒドロゲナーゼ
テストステロン-17β-デヒドロゲナーゼ（testosterone 17-beta-dehydrogenase）は、次の化学反応を触媒する酸化還元酵素である。
テストステロン + NAD+ {\displaystyle \rightleftharpoons } アンドロスタ-4-エン-3,17-ジオン + NADH + H+
反応式の通り、この酵素の基質はテストステロンとNAD+、生成物はアンドロスタ-4-エン-3,17-ジオンとNADHとH+である。
組織名は17β-hydroxysteroid:NAD+ 17-oxidoreductaseで、別名に17-ketoreductase, 17β-HSDがある。